# Microdytes gabrielae
Microdytes gabrielae är en skalbaggsart som beskrevs av Wewalka 1997. Microdytes gabrielae ingår i släktet Microdytes och familjen dykare. Inga underarter finns listade i Catalogue of Life.